# Whigismo
Whigismo refere-se aos princípios filosoficos do partido Whig, que surgiu durante a crise da Lei de Exclusão. As principais posições políticas dos Whigs eram a soberania do parlamento, a tolerância aos dissidentes protestantes e a oposição a um "papista", especialmente James II ou um de seus descendentes.
Outro significado de whigismo dado pela Oxford English Dictionary é "liberalismo moderado ou antiquado"